# Waterborough
Waterborough es una parroquia canadiense situada en la provincia de Nuevo Brunswick.

## Superficie
Waterborough tiene una superficie de 443,16 km².

## Demografía
En 2021, tenía 903 habitantes, una densidad poblacional de 2 hab./km², y 661 viviendas.